# Кучесара
Кучесара — река в России, протекает в Череповецком районе Вологодской области. Устье реки находится в 8,1 км по левому берегу реки Ягорба. Длина реки составляет 11 км.
На берегу реки стоит деревня Колкач.

## Данные водного реестра
По данным государственного водного реестра России относится к Верхневолжскому бассейновому округу, водохозяйственный участок реки — Рыбинское водохранилище до Рыбинского гидроузла и впадающие в него реки, без рек Молога, Суда и Шексна от истока до Шекснинского гидроузла, речной подбассейн реки — Реки бассейна Рыбинского водохранилища. Речной бассейн реки — (Верхняя) Волга до Куйбышевского водохранилища (без бассейна Оки).
Код объекта в государственном водном реестре — 08010200412110000008215.